# Blaise (affluent de la Marne)
Pour les articles homonymes, voir Blaise.
La Blaise est une rivière française prenant sa source à Gillancourt dans le département de la Haute-Marne. Elle se jette dans la  Marne, dont elle est un affluent de rive gauche, sur la commune d'Arrigny, dans le département de la Marne.

## Hydronymie
Les mentions les plus anciennes de cette rivière sont Blesa en 1028, fluvius Blesia 1233, Bloise 1302, la rivière de Blese v.1500, la rivière de Blesse 1508, la riviere de Bloize  1509, le ruisseau de Blaise 1640, la rivière de Blaize 1650, sur la rivière de Blaize 1666, la rivière de Blaise 1700.
Peut-être issu du celtique *blet « loup » (LG) + suff. rom. -ia : (aqua) *bletia «(cours d'eau) du loup ».
À rapprocher de la Blaise affluent de l'Eure.

## Géographie
Longue de 85,5 kilomètres, en très grande partie dans la Haute-Marne, elle traverse ou passe non loin, dans cet ordre, des communes de Gillancourt, Blaisy, Juzennecourt, Lachapelle-en-Blaisy, Lamothe-en-Blaisy, Curmont, Blaise, Guindrecourt-sur-Blaise, Daillancourt, Bouzancourt, Cirey-sur-Blaise, Arnancourt, Doulevant-le-Château, Dommartin-le-Saint-Père, Courcelles-sur-Blaise, Dommartin-le-Franc, Ville-en-Blaisois, Doulevant-le-Petit, Rachecourt-Suzémont, Vaux-sur-Blaise, Montreuil-sur-Blaise, Brousseval, Wassy, Attancourt, Louvemont, Allichamps, Humbécourt, Éclaron-Braucourt-Sainte-Livière, Sainte-Marie-du-Lac-Nuisement, Blaise-sous-Hauteville, Écollemont, Arrigny depuis 1974 compte-tenu de la construction du canal de restitution des eaux captées dans le Lac du Der-Chantecoq vers la Marne - dans lequel la blaise achève son cours. La confluence avec la Marne s’effectue sur les territoires de Arrigny, Larzicourt et de Isle-sur-Marne.
La Blaise, avec la Marne et la Saulx, constituent la plaine alluviale du Perthois.
En dérivation de son cours et de celui de la Marne, fut édifié en 1974 le lac du Der-Chantecoq, géré par l'institution des « grands Lacs de Seine ».
La Blaise forme une vallée le long de laquelle on peut trouver :
- Colombey-les-Deux-Églises, où se trouvent la maison (visitable) et la tombe du général de Gaulle ainsi qu'une gigantesque croix de Lorraine en son honneur ;
- Cirey-sur-Blaise dont le château fut la résidence de Voltaire ;
- Dommartin-le-Franc et son haut-fourneau (visitable), ancien haut-lieu de la métallurgie et de la fonte d'Art.

### Toponymes
La Blaise a donné son hydronyme a onze communes : Blaisy, Lachapelle-en-Blaisy, Lamothe-en-Blaisy, Blaise, Guindrecourt-sur-Blaise, Cirey-sur-Blaise, Courcelles-sur-Blaise, Ville-en-Blaisois, Vaux-sur-Blaise, Montreuil-sur-Blaise, Blaise-sous-Hauteville, elle passait jadis à Blaise-sous-Arzillières.

## Hydrologie

### La Blaise à Louvemont
Le débit moyen annuel de la Blaise, calculé sur 32 ans à Louvemont (de 1987 à 2019), est de 4,7 mètres cubes par seconde pour une surface de bassin de 480 km2. 
La Blaise présente des fluctuations saisonnières de débit relativement modérées et typiques du plateau Perthois (Marne, Saulx). Les hautes eaux surviennent en hiver, et portent les débits mensuels moyens à un niveau de 5,040 à 9,51 mètres cubes par seconde, de novembre à avril inclus (avec un maximum en février), et les basses eaux en été, de juin à octobre, avec une baisse du débit moyen mensuel jusqu'au niveau de 1,040 mètre cube par seconde aux mois de juillet.

### Étiage ou basses eaux
Aux étiages, le VCN3 peut chuter jusque 0,23 mètre cube par seconde, en cas de période quinquennale sèche, ce qui relativement faible quand on connait les hautes eaux de ce bassin .

### Crues
Les crues sont assez fréquentes mais jamais de trop forte intensité. Le QIX 2 et le QIX 5 valent respectivement 33 et 40 mètres cubes par seconde. Le QIX 10 est de 44 mètres cubes par seconde. Le QIX 20 se monte à 48 mètres cubes par seconde. Quant au QIX 50, il est de 53 mètres cubes par seconde. 
Le débit instantané maximal enregistré a été de 49 mètres cubes par seconde en février 2013. Si l'on compare la première de ces valeurs à celles des différents QIX de la rivière, l'on constate que cette crue était d'une intensité semblable à celle définie par le QIX 20.